# Holorusia siva
Holorusia siva är en tvåvingeart som först beskrevs av Alexander 1950.  Holorusia siva ingår i släktet Holorusia och familjen storharkrankar. Inga underarter finns listade i Catalogue of Life.